# Elisabeth Kappaurer
Elisabeth Kappaurer (Bregenz, 30 settembre 1994) è una sciatrice alpina austriaca.

## Biografia
Elisabeth Kappaurer, nata a Bregenz e originaria di Bezau, è sorella di Magdalena, a sua volta sciatrice alpina; attiva dal dicembre del 2009, ha esordito in Coppa Europa il 19 gennaio 2013 a Schruns in slalom speciale, classificandosi 40ª. Il 3 marzo 2014 ha conquistato la medaglia d'oro nella supercombinata ai Mondiali juniores di Jasná e il 24 ottobre 2015 ha debuttato in Coppa del Mondo, senza qualificarsi per la seconda manche dello slalom gigante di Sölden.
Il 4 dicembre 2016 ha colto a Trysil in slalom gigante il suo primo podio in Coppa Europa (3ª) e il 17 gennaio 2017 a San Candido, nella medesima specialità, la sua prima vittoria nel circuito continentale. In carriera non ha preso parte né a rassegne olimpiche né iridate.

## Palmarès

### Mondiali juniores
- 1 medaglia:
  - 1 oro (supercombinata a Jasná 2014)

### Coppa del Mondo
- Miglior piazzamento in classifica generale: 68ª nel 2018

### Coppa Europa
- Miglior piazzamento in classifica generale: 6ª nel 2017
- 10 podi:
  - 1 vittoria
  - 5 secondi posti
  - 4 terzi posti

#### Coppa Europa - vittorie
| Data          | Località    | Paese  | Specialità |
| ------------- | ----------- | ------ | ---------- |
| 17 marzo 2017 | San Candido | Italia | GS         |

Legenda:

GS = slalom gigante

### Australia New Zealand Cup
- Miglior piazzamento in classifica generale: 21ª nel 2016
- 1 podio:
  - 1 terzo posto

### Campionati austriaci
- 5 medaglie:
  - 3 ori (slalom gigante nel 2017; slalom gigante nel 2018; slalom gigante nel 2023)
  - 2 bronzi (combinata nel 2017; supergigante nel 2024)

### Campionati austriaci juniores
- 3 medaglie[2]:
  - 3 ori (slalom gigante nel 2011; slalom gigante, slalom speciale nel 2013)